# Страх «Ікс»
«Страх "Ікс"» (англ. Fear X) — психологічний трилер 2003 року режисера Ніколаса Віндінґа Рефна. Перший фільм, знятий за одним з оригінальних сценаріїв Г'юберта Селбі-молодшого, який зрештою провалився в прокаті, що призвело до банкрутства кінокомпанії Рефна Jang Go Star. 
Фінансове відновлення Рефна було відображено в документальному фільмі «Гравець» 2006 року.

## Сюжет
Дружина охоронця Гаррі загинула при загадкових обставинах у тому самому торговому центрі у Вісконсині, США, де працює головний герой. Поліція закрила справу, але Гаррі аж ніяк не задовольняють отримані відповіді. Одержимий ідеєю з'ясувати обставини, що призвели до смерті його дружини, Гаррі починає кошмарну детективну роботу за власний кошт. Роботу, яка перетинає багато шляхів - всередині та поза ним самим.

## У ролях
- Джон Туртурро - Гаррі
- Дебора Кара Ангер - Кейт
- Стівен Макінтайр - Філ
- Вільям Аллен Янг - агент Лоренс
- Джин Девіс - Ед
- Марк Хьютон - поліцейський в столовому залі
- Джаклін Рамель  - Клэр
- Джеймс Ремар - Петер
- Аманда Оомс - повія

## Реакція критики
На порталі Rotten Tomatoes фільм має рейтинг схвалення 58% на основі рецензій 36 критиків. У загальному коментарі на сайті зазначено: «Туманний, тривожний і швидкоплинно несуттєвий, як сон, “Страх Ікс” втратить багатьох глядачів через свою неоднозначність, але його частково підтримує сильна акторська робота Джона Туртурро». 
На вебсайті Metacritic фільм отримав 61 бал зі 100 на основі рецензій 12 критиків, що означає «загалом схвальні відгуки».
Хоча сам фільм отримав змішані відгуки, більшість з них високо оцінюють акторську гру Джона Туртурро. LA Weekly пише: «Туртурро... ніколи не поступається у своїй відданості ролі, яка позбавляє його майже всіх акторських навичок. (Він) робить "Страх Ікс" захопливим». New York Daily News зазначає, що «завдяки тонкій грі Туртурро наш емоційний зв'язок залишається міцним», а Compuserve додає, що «гра Туртурро проникає під шкіру».

## Фінал кінокартини
Режисер Ніколас Віндінґ Рефн прокоментував кінець стрічки у кількох інтерв'ю:
- В інтерв'ю для BBC:                                                                                                                                                                                                                                                                                            "— Неможливі пошуки Гаррі ставлять запитання, але все це додає сміливої ексцентричності цьому фільму"".                                                                                                                              — Тож чи докопався Рефн до відповідей на ці питання у власній свідомості?                                                                                                                                                                                   — Я не можу відповісти на це, — відверто каже він. — Це залежить від того, як я почувався того дня. І, звичайно, це дратує багатьох людей, тому що вони не звикли до фільмів з відкритим фіналом. Але що таке, в біса, кінцівка, ви самі знаєте?"

- В інтерв'ю виданню IndieWire:                                                                                                                                                                                                                                                                                                   "«Страх Ікс» про ідеалістів, і коли вони зіштовхуються з реальністю, часто їхні ідеали піддаються випробуванням і змінюються, тож вони вже не такі, якими їх уявляли..."                                                                                                                                                                                                                                                                                                             "Ви можете розглядати його [фінал] по-різному... все залежить від вашої власної інтерпретації''
- Актор Джон Туртурро також прокоментував кінцівку в інтерв'ю Channel 4: "Мені сподобалося, тому що ідея історії полягала в тому, що простий чоловік потрапляє в ці нестерпні, виснажливі обставини, і він так і не дізнається, що відбулось... Ніколас не має всіх відповідей на те, що він намагається зробити. Часто для таких хлопців найбільшою проблемою є вирішення сценарію, але Ніколас, здається, режисер, який любить просто відкинути сценарій геть".

## Нагороди
- 2003 - Sochi International Film Festival - Номінація - «Золота троянда»
- 2003 - Кінофестиваль у Сіджасі - Номінація - «Найкращий фільм»
- 2004 - Кінопремія Боділ - Номінація - «Найкращий актор»
- 2004 - Фанташпорту- Номінація - «Найкращий фільм»
- 2004 - Фанташпорту- Перемога - «Найкращий сценарій»